# هوسمر (داکوتای جنوبی)
هوسمر(به انگلیسی: Hosmer) شهری در ایالت داکوتای جنوبی کشور ایالات متحده آمریکا است که جمعیت آن در سرشماری سال ۲۰۱۰ میلادی، ۲۰۸ نفر بوده‌است.